# Thevenetimyia painterorum
Thevenetimyia painterorum är en tvåvingeart som beskrevs av Hall 1969. Thevenetimyia painterorum ingår i släktet Thevenetimyia och familjen svävflugor. Inga underarter finns listade i Catalogue of Life.